# コーンフォース試薬
コーンフォース試薬（コーンフォースしやく、英: Cornforth reagent）または二クロム酸ピリジニウム（にクロムさんピリジニウム、英: pyridinium dichromate, PDC）は、化学式が [C5H5NH]2[Cr2O7] で表される二クロム酸のピリジニウム塩である。名称は1962年にこの試薬を発表したオーストラリアのイギリス人化学者、ジョン・コーンフォースに因む。コーンフォース試薬は第一級および第二級アルコールをアルデヒドおよびケトンにそれぞれ酸化する強力な酸化剤である。化学構造および機能性は、クロロクロム酸ピリジニウムやコリンズ試薬などその他酸化六価クロム化合物と密接に関連している。
現代では六価クロムの毒性の高さからめったに利用されることはない。

## 合成法と化学的性質
コーンフォース試薬はピリジンに、三酸化クロムの濃縮水溶液をゆっくり添加することにより合成する。この反応は爆発を引き起こす可能性があるため、三酸化クロムは完全に水に溶かし、氷で溶液を冷却する。生成物をろ過し、アセトンで洗浄し、乾燥させると橙色の粉末が得られる。この粉末は空気に対して安定で、吸湿性も無く、pHもほとんど中性であり、取り扱いが容易である（ピリジニウムカチオンの存在により若干酸性である）。
コーンフォース試薬は水、ジメチルホルムアミド、ジメチルスルホキシド (DMSO) に容易に溶けるが、アセトン、塩素化有機溶媒（ジクロロメタンなど）には溶けず、懸濁液となる。